# Bent Hansen (fotbollsspelare)
Bent Hansen, född 13 september 1933 i Köpenhamn, död 8 mars 2001 i Gentofte, var en dansk fotbollsspelare.
Hansen blev olympisk silvermedaljör i fotboll vid sommarspelen 1960 i Rom.